# Mrežnica (rijeka)
Mrežnica je rijeka u Hrvatskoj, lijevi pritok rijeke Korane. Izvire kod Slunja u Kordunu, a ulijeva se u Koranu kod Karlovca. Duljine je 64 km i vrlo uskog porječja površine 64 km², stješnjenog između porječja rijeka Dobre i Korane. Rijeka Mrežnica primjer je rijeke u kršu; dio je crnomorskog slijeva, odnosno poriječja Save. Kao i druge rijeke u kršu vrlo je osjetljiva na djelovanje čovjeka, osobito ako se uzme u obzir da se na rijeci nalaze 93 sedrene barijere. Kako je sustav podzemne cirkulacije u kršu izrazito teško odrediti nemoguće je sa sigurnošću predvidjeti kakve će promjene uzrokovati ljudski utjecaj. Danas, kada mnogi krajevi Hrvatske vide u turizmu nadu za gospodarsko oživljavanje, proglašenje Mrežnice parkom prirode imalo bi veliku važnost. Po količini vodene mase jača je od Dobre, ali obzirom na položenost dna i mali pad čini splet jezera i slapova s razmjerno malim protokom vode. Rijeka Mrežnica je bez sumnje jedan od najljepših i najzanimljivijih vodotoka hrvatskog krša.

## Hidrogeografska obilježja
Mrežnica teče kroz krško područje. To je plitki krš. Geološku osnovu čine jurski i kredni vapnenci, koji su tektonski jako poremećeni i oblikovani fluviokrškim procesima. Opći smjer pružanja toka Mrežnice određen je rasjedima okomitim na dinarski smjer pružanja. Dolina Mrežnice duga je 71,4 kilometra i najvećim je dijelom kanjonskog tipa. Od izvora do naselja Belavići prevladavala je dubinska erozija, a nizvodno od tog sela prevladavala bočna erozija. Dubinskom erozijom nastao je kanjon, koji je usječen u plitkom karlovačko-kordunskom kršu. Kanjon dominira dijelom Mrežnice uzvodno od sela Belavići, a dužina mu je oko 58 km. Dubinska erozija usporena je ili potpuno prekinuta zbog stvaranja sedrenih barijera, odnosno slapova. Ima ih 93, a nejednoliko su raspoređeni (od kojih su neki visoki i po desetak metara). Tako da se u dijelu gornjeg toka, od Čićinog mosta do Tržićkog mosta, na dužini do samo 5 km, nalazi čak 26 barijera, dok se isto toliko nalazi i na ukupnom donjem dijelu toka od Generalskog Stola do ušća u Koranu, ali na duljini toka od 39 km. Neki od poznatijih slapova su Rončevića slap, Milkovića slap, Jagodića slap, slap Šušnjar, Klarića slap, Rebića slap, Vitasov slap i drugi. Nizvodno od Belavića, ulaskom u nizinsko područje dolina postaje šira, plića i asimetrična.
Gotovo uzduž cijelog toka, od izvora do ušća rijeke nižu se brzaci, slapovi, sedrene barijere i ujezereni dijelovi toka. Nigdje u kupskom porječju voda nije tako bistra kao u Mrežnici. Uzrok je i jednom i drugom čistoća vapnenačkih stijena kojima protječe. Velika količina otopljenog vapnenca pomoću sedrotvornih alga i mahovina uvjetuje da se stvaraju sedrene brane preko kojih se prelijevaju slapovi, jedan ljepši od drugoga. Iznad tih prirodnih brana nastaju jezera okružena kanjonskim stranama, koje je Mrežnica tisućljećima usijecala u okolnu vapnenačku zaravan.
Mrežnica (istočna) ima samo 3 pritoke, rijeku Tounjčicu, te potoke Suvača i Svetojurac, ali joj pritječe mnogo pokrajnih krških vrela. Mrežnica je nadzemni tok uzvodnih ili, točnije, više položenih ponornica. To vrijedi za oba njezina izvorišna kraka, Primišaljsku Mrežnicu i Tounjčicu. Primišaljska Mrežnica je pak u podzemnoj vezi s Dretuljom (i njezinom pritokom Vrnjikom) koja protiče višom Plaščanskom kotlinom, a Tounjčica s vodama Ogulinske kotline, kojima pripada ponajprije Zagorska Mrežnica (naziv je dobila po naselju Zagorju Ogulinskom) i Munjava kod Josipdola.

### Osnovna hidrološka obilježja
Mrežnica je relativno mala rijeka. Duljina joj je 64 km, a porječje ima površinu od 1 076 km2. Ova vrijednost dobivena je ako se promatra površinska razvodnica. Ako se uzme u obzir da su u krškom području vode rijeci pritječu podzemljem, tj. da postoji i podzemna razvodnica tada poriječje Mrežnice, tako definirano ima površinu od oko 1 400 km2. Međutim, u stvarnosti takvo poriječje više ne postoji. Godine 1959. izgrađeno je brana na rijeci Zagorskoj Mrežnici, pri čemu je stvoreno umjetno jezero Sabljaci, a voda je preusmjerena u rijeku Dobru (Hidroelektrana Gojak).
Režim i protok vode rijeke Mrežnice se mjeri na mjernoj postaji Mrzlo Polje, koja se od ušća nalazi udaljena 5,9 km. Mrežnica vodu dobiva od kiše i sniježnice. Režim Mrežnice odgovara godišnjem hodu padalina, s minimumom u kolovozu, a maksimumom u studenom i prosincu.  Najniži vodostaj je u ljetnim mjesecima, zbog male količine padalina. Postoje dva maksimuma, u proljeće i u jesen. Maksimum u jedanaestom mjesecu uvjetovan je kišom, a u četvrtom mjesecu kišom i sniježnicom. Najniži zabilježeni vodostaj u ovoj mjernoj postaji izmjeren je 15. rujna 1979. i iznosio je 2 cm, a maksimalni zabilježeni vodostaj izmjeren je 2. listopada i iznosio je 420 cm.
Protoci pokazuju slična obilježja kao i vodostaji. Maksimalan je protok u jesen, najčešće u studenom, a sekundarni je maksimum u proljeće, najčešće u travnju. Prosječan protok Mrežnice iznosi 34 m3/s. Tijekom godine on se mijenja, tako da je u izvorišnom dijelu zabilježena minimum od 5,8 m3/s u kolovozu i maksimum od 67,4 m3/s u ožujku. U blizini ušća minimum od 13,8 m3/s je zabilježen u travnju, a maksimum od 122,4 m3/s u rujnu. 

## Obilježja naselja uz Mrežnicu
Prostor uz rijeku Mrežnicu ima različita obilježja naseljenosti. Dio toka bliže ušću naseljeniji su od dijela toka u izvorišnom dijelu. Prije izgradnje brane na Zagorskoj Mrežnici 1959. (umjetno jezero Sabljaci) rijeka je imala puno više vode u koritu, što je imalo negativan utjecaj na naseljenost u prošlosti. U djelu Oko Kupe i Korane (Radoslav Lopašić), opisan je prostor uz Mrežnicu. To je bio kraj koje je imao dosta obrađenih polja, ali je prostor uz samu rijeku bio obrastao rogozom. Sela uz samu rijeku bila su siromašna. Autor dalje navodi da bi Mrežnica,  kada ne bi bilo slapova, a zbog velike količine vode u koritu, više izgledala kao jezero, nego kao rijeka. To je razlog zašto se ovaj kraj zvao Mlakom. 
Veći dio naselja uz Mrežnicu, pogotovo u dijelu toka bliže izvoru, ne nalazi na njezinoj obali, već na topografski višim područjima u blizini rijeke. Veća naseljenost u donjem dijelu toka posljedica je i gradnje Jozefinske ceste od Karlovca prema Senju 1779. i željezničke pruge Karlovac – Rijeka 1873. Promet je imao važnu ulogu u razvoju naseljenosti naselja uz Mrežnicu. Naselja dobro povezana prometnicama nalaze se nizvodno od Donjih Dubrava. Utjecaj prometne povezanosti na razvoj naseljenosti naselja uz Mrežnicu vidljiv je iz kretanja broja stanovnika. Zamjetna je razlika u kretanju broja stanovnika između naselja nizvodno i uzvodno od Donje Dubrave. Naročito velike promjene u broju stanovnika Mrežnice izazvao je Domovinski rat. Sva su naselja bila u većoj ili manjoj mjeri izložena agresiji, a dijelovi Mrežnice su bili bojišnice. Jedanaest je naselja bilo okupirano. Posljedice ratnih zbivanja su opustjela i razorena naselja u nekoć okupiranom prostoru. Blizina bojišnice nepovoljno je utjecala na kretanje broja stanovnika u naseljima koja nisu bila okupirana.

### Utjecaj čovjeka na promjene krajolika u poriječju rijeke Mrežnice
Počevši od izvorišta Mrežnice nedaleko Slunja pa sve do njezinog ušća u Koranu blizu Karlovca, uz tu je rijeku brojna i vrijedna graditeljska baština. U to prije svega spada nekoliko desetaka mlinova, no i mnogo značajnija i veća kamena zdanja koja su u prošlosti imala važnu obrambenu ulogu. Prvi, danas još uočljivi tragovi ljudskog obitavanja uz Mrežnicu, zamjetni su u njezinom gornjem toku u širem predjelu Primišlja i Tržića Tounjskog. Nedavno su članovi Društva za ekologiju i vodne aktivnosti "Sedra" iz Barilovića blizu zaseoka Zlatari na desnoj obali Mrežnice, iznad strme kanjonske obale otkrili grobni humak ili tumul nepoznate starosti. Humak je dio veće kamene gradnje koja se nazire, a za koju se pretpostavlja da su je također podigli članovi plemena Japoda (ili možda Kolapijana), i to po svoj prilici najkasnije oko 800. pr. Kr. (a možda čak i više od pola tisućljeća ranije) u doba sahranjivanja pokojnika u grobnice zasute kamenjem i zemljom, koje su nakon desetljeća, pa čak i nekoliko stoljeća uzastopnog ukopa mogle doseći veličinu omanjeg brda. Među žiteljima obližnjih naselja to je mjesto (oko kilometar uzvodno od mosta u Tržiću Tounjskom) znano kao Samogred (Samograd).
Naknadnim arheološkim iskopavanjima (koja su posljednji puta provedena 1994. od strane Konzervatorskog odjela Karlovac, ali nisu završena zbog nedostatka novca i nadiranja rijeke u iskopine), utvrđeno je da je tu doista postojalo važno naselje, vjerojatno podignuto u vojne svrhe. Po pronađenim natpisima u kamenju, ulomcima kipova, keramike i novca nepobitno je dokazano da potječe iz rimskog doba (vjerojatno iz 3. ili 4. stoljeća), a možda su temelji i stariji.

### Starodrevni grad u koritu Mrežnice
Blizu sutoka Tounjčice u Mrežnicu nekoć je stajao tvrdi grad Ključ, čija se sudbina gasi u nemirnom srednjovjekovlju za turskih provala u to područje. U 16. stoljeću bio je u vlasništvu grofa Stjepana Frankopana, no već 1563. austrijski vojni časnik Ivan Lenković spominje Ključ kao vojnu utvrdu malog značenja u kojoj je stalno boravila nevelika straža.
U naselju Zvečaj blizu ceste koja vodi od Karlovca prema Senju (nekoć znane kao Josipova cesta po habsburškom caru Josipu II) još do druge polovice 19. stoljeća bili su uočljivi znatni ostaci tvrdog grada Zvečaja. Razoren je upravo za potrebe gradnje spomenute ceste ka Jadranskom moru oko 1777., te gradnje staja i skladišta na obližnjoj postaji. Zvečaj se spominje od 14. stoljeća. Vladari grada bile su tijekom iduća dva stoljeća plemićke obitelji Frankopani i Zrinski, a potom je prešao pod upravu Vojne krajine.
Nasuprot ostataka starog grada Zvečaja otkriveni su ostaci Rimske utvrde iz početka 2. stoljeća i ostaci crkve iz vjeruje se 12.-13.stoljeća. Naziv nalazišta Crkvišće se još istražuje od strane Muzeja Grada Karlovca.
Naposljetku, u današnjem Svetom Petru na Mrežnici (u srednjem vijeku mjesto se zvalo Mlaka, Greda ili Otok) nekoć je stajao tvrdi grad čiji temelji sežu u daleku prošlost. Još je 1895. godine povjesničar Radoslav Lopašić u knjizi Oko Kupe i Korane zabilježio da je neki grad stajao "u samoj Mrežnici, jer se zidine u njoj vide osobito ljeti, kada je voda plitka".

## Današnje poriječje rijeke Mrežnice
Porječje Mrežnice danas znatno je izmijenjeno u odnosu na nekadašnje porječje. Uzrok tome je gradnja brane na rijeci Zagorskoj Mrežnici kod Ogulina 1959. Vode Zagorske Mrežnice akumulirane su u umjetno jezero Sabljaci odakle se podzemno, preko jezera Bukovnik, odvode u Hidroelektranu Gojak na rijeci Dobri, a Mrežnica je ostala bez otprilike 40 % svojeg bivšeg porječja. Protok Mrežnice još uvijek dovoljno je jak tako da za ljetnih suša i niskog vodostaja sedrenim barijerama uglavnom osigurava dovoljno vlažnosti, inače bi daljnji razvoj sedre bio ugrožen. Ipak, za izrazito sušnih godina zapažen je manjak vlažnosti i ugroženost sedrotvoraca.
I samo vrelo Mrežnice je ugroženo, a neki taj dio zovu Primišljanska Mrežnica. Ono je smješteno je u špilji ispod Popović vrha na nadmorskoj visini od 260 metara. Vrelo se, zajedno s 12 kilometara izvorišnog dijela toka, nalazi unutar vojnog poligona "Eugen Kvaternik". Prije Domovinskog rata, dok je prostorom poligona upravljala JNA, vrelo je znatno oštećeno gradnjom manje hidroelektrane koja je trebala podmirivati potrebe poligona za strujom u slučaju nemogućnosti normalne opskrbe električnom energijom. 
Najnepovoljniji utjecaj čovjeka na Mrežnicu, u ekološkom smislu predstavljala je tvornica celuloze Simo Dimić u Plaškom, koja je radila do Domovinskog rata. Otpadne vode ispuštane su u ponornicu Dretulju. Kako je ponor Dretulje podzemno vezan na vrelo Mrežnice i daje mu glavninu vode, onečišćenje je zahvatilo i rijeku Mrežnicu. Nerijetko je za ljetnih suša i niskog vodostaja bila zabranjena upotreba vode za piće koju su iz Mrežnice koristila brojna okolna naselja, a nekoliko se puta nije preporučalo ni kupanje u Mrežnici. Zabilježeni su i pomori ribe, a cjelokupni riblji fond bio je slabiji nego danas. Iako je danas zatvorena u njoj još postoje spremnici s opasnim kemikalijama koji bi zbog neodržavanja mogli onečistiti Dretulju i Mrežnicu.
Nepovoljno na Mrežnicu djeluje i blizina prometnice Zagreb – Senj, kao i željeznička pruga Zagreb – Karlovac – Rijeka, koja, zbog svoje zastarjelosti, također predstavlja potencijalnu opasnost. Problem predstavljaju i upotreba dinamita pri krivolovu na ribe. Osim štete koja nastaje na ekosustavu rijeke, štete nastaju i na sedrenim barijerama, koje su na takve utjecaje vrlo osjetljive. Ovaj je problem bio vrlo izražen za vrijeme Domovinskog rata. 
Postoje i druge potencijalne opasnosti vezane za Mrežnicu. Jadranski naftovod koji Mrežnicu prelazi dnom korita u području Gornjeg Zvečaja, kamenolomi smješteni u porječju rijeke Mrežnice, kao i tvornica tekstila s hidroelektranom u Dugoj Resi. Veliki problem predstavljaju minirana područja, kao i područja na kojima su zaostala minsko-eksplozivna sredstva uz rijeku Mrežnicu. Osim nemogućnosti razvoja tog prostora, posebno razvoja turizma, problem predstavljaju i velika novčana sredstva koja su potrebna za uklanjanje mina. Kako se prioritet u razminiranju daje gušće naseljenim prostorima, relativno rijetko naseljeni prostor uz Mrežnicu neće biti uskoro razminiran.

## Riblje vrste u Mrežnici
U Mrežnici su zastupljene sljedeće riblje vrste: potočna pastrva (lat. Salmo trutta), peš (Cottus gobio), pijor (Phoxinus phoxinus), dvoprugasta uklija (Alburnoides bipunctatus), potočna mrena (Barbus balkanikus), klen (Squalius cephalus), plotica (Rutilus pigus), podust (Chondrostoma nasus), žutooka (Rutilus rutilus), crvenperka (Scardinius erythrophthalmus), uklija (Alburnus alburnus), linjak (Tinca tinca), štuka (Exos lucius), grgeč (Perca fluviatilis).
U izvornom dijelu Mrežnica je pretežito salmonidna voda, te nema lipljena. Vrijednost gornjeg toka sadržana je u činjenici da se na sreću malo eksperimentiralo poribljavanjima domaćim i stranim vrstama, pa je vjerojatno da se zadržao genotip domaće pastrve. Nizvodnije se javlja klen i ostali ciprinidi, mrena, plojka i podust, za koje se veže predator štuka. Pri kraju gornjeg dijela, na cijelom središnjem i donjem dijelu Mrežnice povremeno se ulovi salmonid koji domaći ribiči pogrešno zovu mladica, a u stvari je jezerska pastrva.
Radi minsko sumnjivog područja, rizika ranjavanja i ozljeđivanja, ovlaštenik ribolovnog prava ne može preuzeti odgovornost za svoje članove koji se u obavljanju ribolova kreću i borave na tom terenu. Do razminiranja i otklanjanja opasnosti zabranjuje se svaki ribolov na Mrežnici i Tounjčici, a ovlaštenik otklanja svaku odgovornost od šteta nastalih od minski zaostalih sredstava.

## Mostovi na Mrežnici
Preko Mrežnice se nadvilo 11 mostova. Dva mosta su u izvorišnom dijelu rijeke unutar vojnog vježbališta kod Slunja, Ćuruvijin most, 6 kilometara i Čičin most, 12 kilometara od izvora. Srušeni u Domovinskom ratu, unazad nekoliko godina su obnovljeni. Do tih mostova, međutim, izletnicima vojska ne omogućuje pristup, tako da se ishodišta za vožnju kanuima i kajacima po Mrežnici nalaze nizvodnije. To su prije svega mostovi na Mrežnici kod Tržića Tounjskog (na cesti Kukača – Primišlje – Slunj) i Keića (na cesti Generalski Stol – Perjasica – Slunj). Potonji je podijelio sudbinu prva dva mrežnička mosta. Pred nekoliko godina izgrađen novi armirano-betonski most kod Bukovlja prema Zvečaju. U Belavićima se nalazio drveni most, najduži takve vrste u Hrvatskoj koji je zamijenjen betonskim 2012.g. U Dugoj Resi preko Mrežnice vode dva suvremena cestovna mosta (kod kupališta i tvornice), a u karlovačkom naselju Mala Švarča dva mosta vode (stari i novi) ka istoimenom industrijskom bazenu, a pred samim ušćem u Koranu u karlovačkom predgrađu Mostanju je most kojim započinje Plitvička cesta.
U donji dio toka Mrežnice pristup je moguć ne samo poprečno, mostovima, već i uzdužno, cestama, što je i razlog daleko veće naseljenosti toga dijela riječne doline, brojnije izgrađenosti vikendica (preko 350) te sve veće "navale" kupača, kanuista i izletnika tijekom ljetnih mjeseci nizvodno od Zvečaja te je zbog toga postala dosta zagađena jer većina vikendica ima septički ispust direktno u rijeku.

### Najdulji drveni most u Hrvatskoj
Uz Mrežnicu je vezana još jedna graditeljska zanimljivost: u naselju Belavići bila je premoštena najdužim drvenim mostom u Hrvatskoj, dugim čak 208 metara, preko kojega su vozili automobili, traktori, pa čak i laki kamioni. Most je donekle obnovljen i ojačan novom drvenom građom 1998., no u konačnici je zamijenjen novim, betonskim mostom koji je dovršen u jesen 2012.

## Prva hidroelektrana u Hrvatskoj
U Dugoj Resi su vode Mrežnice po prvi puta iskorištene za potrebe industrije. Ovdje je prirodna sedrena barijera ojačana betonskom nadogradnjom skrenula vodu za potrebu Pamučne industrije. Tu je izgrađena jedna od prvih hidroelektrana u Hrvatskoj, još koncem 19. stoljeća. Mala hidroelektrana Pamučna industrija Duga Resa ili MHE Pamučna industrija Duga Resa je mala hidroelektrana na rijeci Mrežnici koja je izgrađena još 1884. u sklopu Pamučne industrije Duga Resa, s 2 vodne turbine snage 662 kW. Kasnije je 1937. hidroelektrana proširena s 3 vodne turbine ukupne snage 824 kW i parnom turbinom snage 1000 kW. Danas je instalirana snaga 1,1 MW, a godišnja proizvodnja električne energije 2,01 GWh (u 2008.).

### Mikro hidroelektrana Mataković
Mikro hidroelektrana Mataković ili mHE Mataković je stari mlin koji su braća Andrija i Krunoslav Mataković preuredili u malu hidroelektranu i ima instaliranu snagu od 15 kW. Pošto je mHE Mataković u dvojnom vlasništvu braće, postoje dvije vodne turbine tipa Kaplan, dva asinkrona generatora od 15 kVA i dva mjerna mjesta za svakog proizvođača. Predviđeni rad je isključivo paralelno s elektroenergetskom mrežom. mHE Mataković je pribranska hidroelektrana i nalazi se u nastavku slapa na Mrežnici. Derivacijski kanal je kratak (oko 3 metra), te je i pad malen (oko 2 metra). Na ulazu u derivacijski kanal nalazi se sitna rešetka bez mogućnosti automatskog čišćenja. mHE nema ugrađenu grubu rešetku. mHE je izgrađena isključivo zahvaljujući velikom entuzijazmu gospode Krunoslava i Andrije Matakovića. Tako su i vodne turbine izrađene u strojobravarskoj radionici Mataković.

## Slapovi na Mrežnici
Izvor (špiljsko krško vrelo) je Mrežnice na 260, a utok u Koranu na 112 metara nadmorske visine. Visinsku razliku od 148 metara Mrežnica savladava (preskače) preko stotinjak slapova (točan broj mrežničnih slapova nije moguće utvrditi zbog nedostupnosti izvorišnog dijela rijeke koji je pod nazorom vojske, ali i zbog različitog poimanja naziva slap u pojedinim dijelovima toka). Do sada su izbrojena 93 slapa (čemu treba dodati desetke slapišta i poslapaka), od čega je 6 viših od šest metara. Dva, u gornjem toku, su posebno zadivljujuća: slap kod Milkovića visok 8,5 metara i razgranati Šušnjar u dvije kaskade (kata) čija visina seže čak oko 15 metara.
Izdašnost vode i slapova razlog je, nekoć brojnoj, gradnji mlinova (vodenice) uzduž gotovo čitavog mrežničkog toka. Danas mlinica, točnije njihovih ostataka u obliku temelja, a rijetko i krovova ima jedva tridesetak. Od toga broja svega ih je četvrtina u uporabnom stanju: 2 kao restorani, 2 kao male hidroelektrane, jedna kao pilana, a ostatak je poslužio za obitavanje vikendaša.

## Mine na Mrežnici
Izvorišni dio toka Mrežnice koji se nalazi unutar zabranjenog vojnog poligona je osim toga i prostor pod minama zaostalim iz Domovinskog rata. No, na žalost, nije i jedino minama posijano područje uz Mrežnicu. Posebnu pozornost s obzirom na mogućnost zaostalih mina valja posvetiti dijelu uzvodno od Generalskog Stola (posebno s istočne strane), te prostoru Tounjskog Tržića (naročito uz rijeku Tounjčicu između Ožanića i njezinog ušća u Primišaljsku Mrežnicu). Preporuka je kloniti se obalnog dijela na rečenim područjima, kako pristupa pješačenjem tako i pristajanja na obalu iz kanua. Također, tijekom tih dijelova riječnog toka dobro je koristiti i savjete ili vodstvo domaćih ljudi gdje ih ima.

## Šport
Rijeka Mrežnica pogodna je za vožnju čamcem. Na Mrežnici se zbog mnoštva slapova često organizira rafting.